# Вороновицьке
Воронови́цьке — заповідне урочище в Україні. Розташоване на території Комарівської сільської ради Вінницького району Вінницької області, на захід від села Комарів.
Площа 6,7 га. Оголошене відповідно до рішення облвиконкому № 384 від 18.08.1983 р. Перебуває у віданні ДП «Вінницьке лісове господарство» (Вороновицьке лісництво, кв. 13 діл. 4).
Охороняється лісова ділянка грабової діброви з участю бука європейського.
За фізико-географічним районуванням України ця територія належить до Вінницько-Дашівського району області Подільського Побужжя Дністровсько-Дніпровської лісостепової провінції Лісостепової зони. Характерною для цієї області є хвиляста, з яругами й балками, лесова височина з сірими і темнно-сірими опідзолекими ґрунтами. З геоморфологічної точки зору описувана територія являє собою підвищену сильно розчленовану лесову рівнину позальодовикової області алювіальної акумулятивної рівнини. Клімат території є помірно континентальним. Для нього характерне тривале, нежарке літо, і порівняно недовга, м'яка зима. Середня температура січня становить -6,5°… -6°С. липня +19°…+19,5°С. Річна кількість опадів становить 500—525 мм. За геоботанічним районуванням України ця територія належить до Європейської широколистяної області, Подільсько-Бесарабської провінції Вінницького (Центральноподільського) округу. 
Ділянка займає плоскохвилястий плакор на вершині великої гряди Подільської височини. Переважають ясно-сірі та сірі лісові ґрунти під дубово-грабовими лісами. Є також культури дуба і бука віком 35 років і природне відновлення граба звичайного і ясена високого. Видовий склад і ценотична структура біоценоза перебуває на стадії фомування, внаслідок чого травостій мозаїчний, носить ознаки кугинного розміщення видів, серед яких переважають неморальні: яглиця звичайна, медунка темна, копитняк європейський, печіночниця звичайна, зеленчук жовтий, материнка пахуча, зірочник лісовий, стоколос Бенекена, пролісник багаторічний, купина широколиста і багатоквіткова.
Є також види, занесені до Червоної книги України: підсніжник звичайний, гніздівка звичайна, коручка чемерникоподібна. Тут виявлено рідкісний для Поділля бореальний вид — під'ялинник європейський, що зростає на південь від суцільної межі свого ареалу.